# Arreglo taxonómico de Nelson sobre Adenanthos

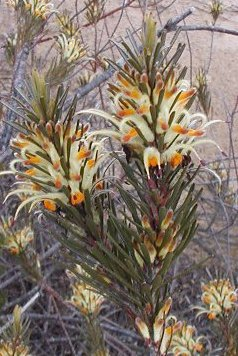
A. detmoldii

El Arreglo taxonómico de Ernest Charles Nelson sobre Adenanthos fue el primer arreglo moderno de este género de plantas. Publicado por primera vez en su artículo de 1978 en Brunonia titulado Una revisión taxonómica del género Adenanthos (Proteaceae), reemplazó al Arreglo de George Bentham, que había permanecido durante más de cien años. Fue actualizado por Nelson en su tratamiento de 1995 para la serie de monografías sobre la flora australiana.

## Trasfondo
Adenanthos es un género de unas 30 especies de la familia de plantas Proteaceae. Endémicas del sur de Australia, son arbustos leñosos perennifolios con flores solitarias que son polinizadas por las aves y, si son fertilizadas, se convierten en aquenios. No suelen cultivarse. Los nombres comunes de las especies, en inglés, a menudo incluyen uno de los términos "woollybush", "jugflower" y "stick-in-the-jug".
La primera colección botánica conocida de Adenanthos fue creada por Archibald Menzies durante la visita de septiembre de 1791 de la Expedición de Vancouver al King George Sound, en la costa sur de Australia Occidental. Sin embargo, esto no condujo a la publicación del género. Jacques Labillardière recolectó especímenes de A. cuneatus en la Bahía de Esperanza al año siguiente, y en 1803 Jean-Baptiste Leschenault de la Tour recolectó las mismas dos especies que Menzies tenía 12 años antes. Labillardière publicó el género en 1805, en su Novae Hollandiae Plantarum Specimen, basado en los especímenes recogidos por él mismo y por Leschenault. Al género se le dio el nombre de Adenanthos, del griego αδην (aden-, "glándula") y ανθοσz (-anthos, "flor"), en referencia a los nectarios prominentes.
Para 1870 ya se habían publicado 13 especies. Ese año, Bentham publicó una decimocuarta especie y el primer arreglo infragénico, dividiendo el género en dos secciones taxonómicas: A. sect. Eurylaema and A. sect. Stenolaema, basada en la forma del tubo del periantio. Mientras que las especies del género A. sect. Eurylaema poseen tubos periánticos curvados e hinchados por encima de la mitad, las del género A. sect. Stenolaema los tienen rectos y no hinchados. Este arreglo se mantuvo durante más de cien años, momento en el que se descubrieron varias especies nuevas, lo que hizo que el tratamiento de Bentham fuera "muy inadecuado e incompleto".

## Arreglo de Nelson
El arreglo de Nelson se publicó por primera vez en su artículo "Una revisión taxonómica del género Adenanthos (Proteaceae)" en la revista Brunonia, en 1978. Se publicaron ocho nuevas especies y cuatro nuevas subespecies, con lo que el número de especies ascendió a 32. Al nombrarlas, Nelson siguió a Labillardière en el tratamiento de Adenanthos como de género femenino, a pesar de la recomendación de la ICBN (no regla) de que los nombres que terminen en -anthos sean tratados como masculinos. Se conservan las dos secciones de Bentham, pero se dan varias características diagnósticas adicionales para ellas; y, de arreglo con las normas modernas de la nomenclatura botánica, A. sect. Stenolaema pasa a denominarse al autónimo A. sect. Adenanthos. Nelson divide además en dos subsecciones, A. subsect. Anaclastos y A. subsect. Adenanthos. Se dan descripciones detalladas de cada una, pero Nelson recomienda la longitud del periantio como la clave más conveniente para distinguirlas.
Las subsecciones de Nelson fueron descartadas por él en su tratamiento de 1995 de Adenanthos para la serie de monografías de Flora of Australia. Conservó las dos secciones y enumeró 40 especies. Se utilizaron nombres masculinos del arreglo con una decisión de la ICBN de 1994. La disposición completa es la siguiente:

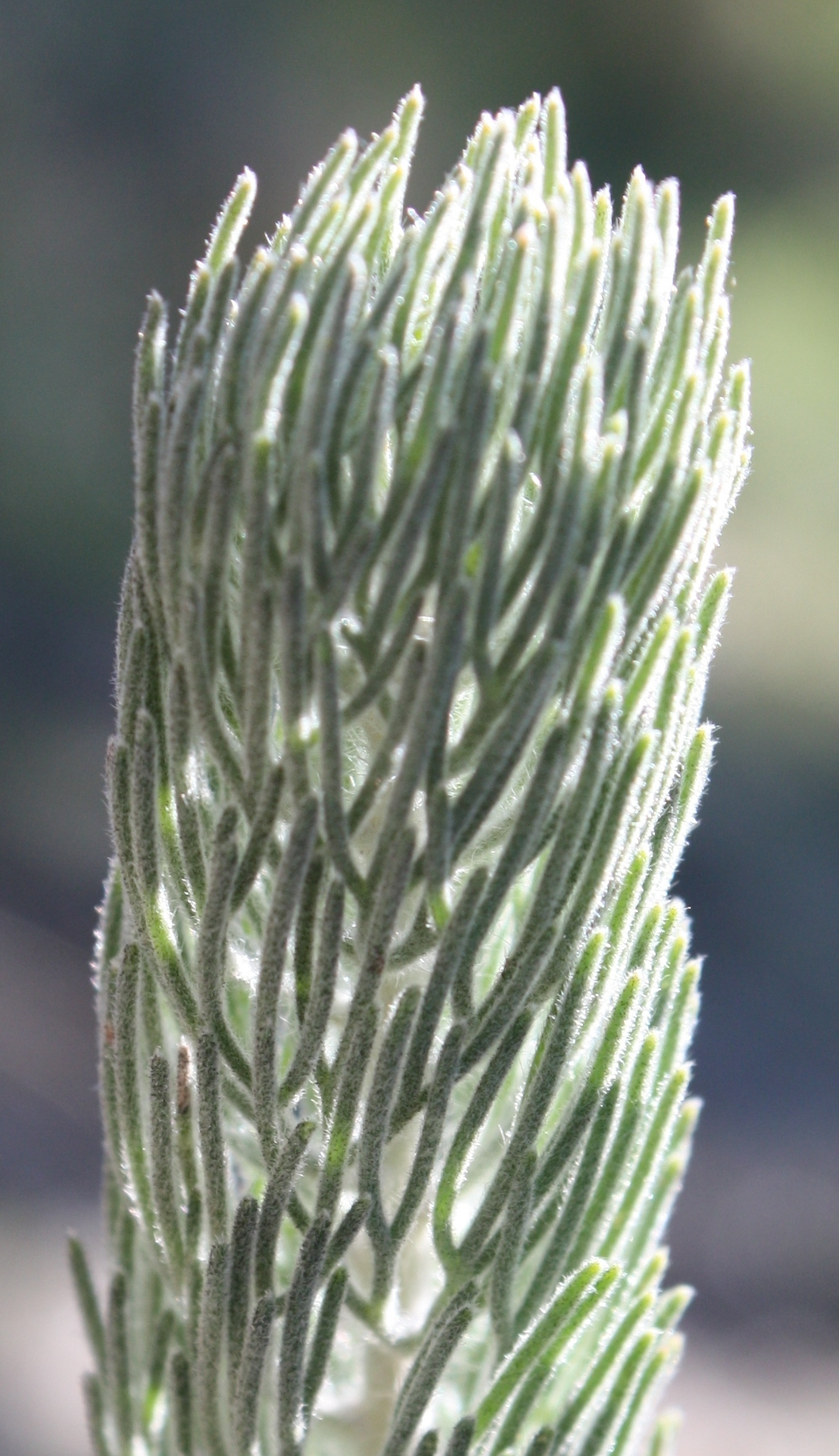
Vista del follaje de A. cygnorum

Adenanthos
A. sect. Eurylaema
A. detmoldii
A. barbiger

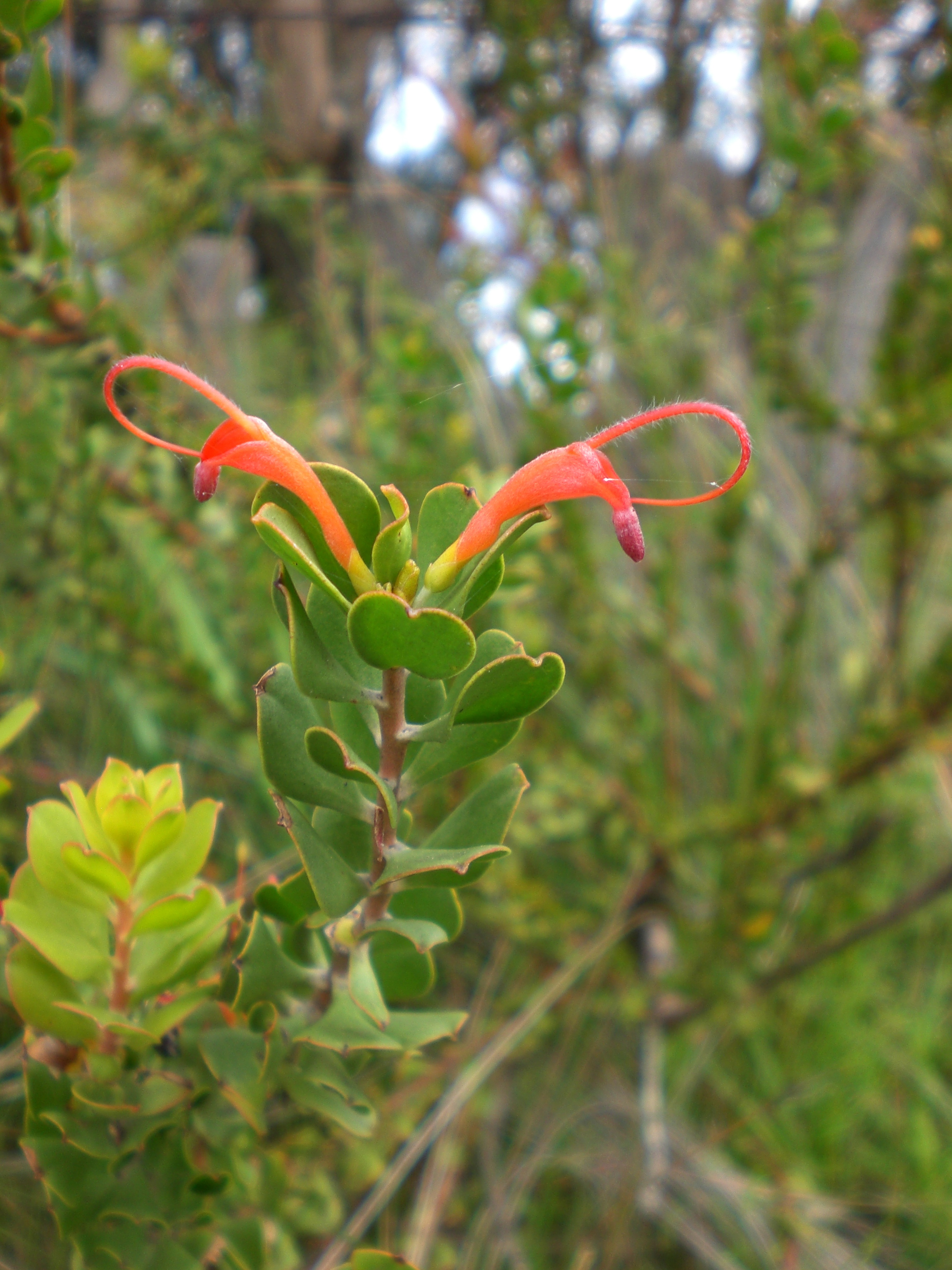
A. obovatus
A. × pamela
A. sect. Adenanthos
A. drummondii
A. dobagii
A. apiculatus
A. linearis
A. pungens
A. pungens subsp. pungens
A. pungens subsp. effusus
A. gracilipes
A. venosus
A. dobsonii
A. glabrescens
A. glabrescens subsp. glabrescens
A. glabrescens subsp. exasperatus
A. ellipticus
A. cuneatus
A. stictus
A. ileticos
A. forrestii
A. eyrei
A. cacomorphus
A. flavidiflorus
A. argyreus
A. macropodianus
A. terminalis
A. sericeus
A. sericeus subsp. sericeus
A. sericeus subsp. sphalma
A. × cunninghamii
A. oreophilus
A. cygnorum
A. cygnorum subsp. cygnorum
A. cygnorum subsp. chamaephyton
A. meisneri
A. velutinus
A. filifolius
A. labillardierei
A. acanthophyllus